# 조지 더 포앳
조지 더 포앳(George the Poet, 1991년 1월 14일 ~ )은 영국의 시인, 래퍼이다.